# Імпринтинг
Імпри́нтинг (англ. imprinting, від imprint — залишати слід, фіксувати, запам'ятовувати, відкарбовувати) або запам'ятовування, відкарбовування — в етології та психології, специфічна форма навчання; фіксація в пам'яті ознак об'єктів при формуванні або корекції вроджених поведінкових актів.

## Імпринтинг у психології
Це психофізіологічний механізм, згідно з яким образ, сприйнятий в певний кризовий період розвитку, міцно запам'ятовується в мозку, трансформуючись у стійку програму поведінки.

## Імпринтинг у зоології
Основи наукової концепції імпринтингу заклав у 30-х рр. ХХ ст. етолог Конрад Лоренц, який зосередив свою увагу на статевому імпринтингу. Він вважав, що у птахів здатність до правильного розпізнавання статевого партнера не є повністю вродженою; статева поведінка дорослого індивіда спрямована на особин того виду, з яким вона виховувалася у ранньому дитинстві. За К. Лоренцом, статевий імпринтинг є незворотним і у цьому сенсі принципово відрізняється від навчання. Однак у качок, наприклад, здатність самок до розпізнавання самця свого виду запрограмована генетично, а у самців статевий імпринтинг у багатьох випадках є зворотнім.
Інший тип імпринтингу — вироблення так званої реакції слідування. Каченята, які були вирощені в інкубаторі, у віці 5-24 діб починають охоче слідувати за будь-яким живим або неживим об'єктом, який їм було вперше запропоновано. Цей тип імпринтингу є зворотним: інкубовані каченята, у яких вироблений імпринтинг на людину, легко переключаються на слідування за живою качкою, яку вони ніколи раніше не бачили.
До категорії імпринтингу також стійке запам'ятовування тваринами місця свого народження (див. хомінг), карти зоряного неба тощо.
Імпринтинг можливий лише на певному етапі раннього онтогенезу — у критичний, або чутливий період, причому для різних типів імпринтингу (статевий, реакція слідування тощо) та для стимулів різної модальності (візуальні, акустичні, ольфакторні) чутливі періоди можуть не збігатися.
Таким чином, імпринтинг являє собою особливу форму навчання, яка відбувається у період дозрівання сенсорних систем організму.

## Магнітний імпринтинг у риб
Американські дослідники вперше отримали доказ існування в риб магнітного імпринтингу — здатності запам'ятовувати стан магнітного поля в певні моменти життя.
Відкриття вдалося зробити завдяки незвичайному положенню острова Ванкувер поблизу тихоокеанських берегів Канади і наявності багаторічних записів з міграції риби в цьому районі.
Острів, довжина якого становить близько 460 км, закриває прямий вихід до Тихого океану з річки Фрезер, де нереститься тихоокеанський лосось. Потрапити до гирла річки можна двома шляхами: обійшовши острів Ванкувер або з північного, або з південного боку. Причому обидва проходи досить віддалені один від одного, щоб магнітне поле в їх районі могло відрізнятися.
Вчені припустили, що якщо риби використовують для орієнтації магнітне поле, вони будуть переважно проходити тим шляхом, магнітне поле в районі якого нагадує поле в гирлі «рідної» річки. Оскільки магнітне поле з часом трохи змінюється, то шляхи проходу лосося також повинні відповідно варіювати.
При вивченні даних міграції за 58 років виявилося, що риби в різні роки дійсно мігрують по-різному, причому чим сильніше відрізняється інтенсивність магнітного поля в районі проходу від інтенсивності в районі гирла річки, тим менше лососів вибирає цей напрямок.
Раніше вченим в експериментах з акулами і скатами вже вдавалося продемонструвати здатність риб сприймати магнітне поле. Однак, пам'ять на магнітне поле у цих тварин вдалося виявити вперше.

## Синдром каченяти
У взаємодії людини з комп'ютером синдром каченяти означає схильність користувачів комп'ютерів «зациклюватися» на першій системі, яку вони вивчили, а потім судити про інші системи за їхньою схожістю з цією першою системою. Результатом є те, що «користувачі зазвичай віддають перевагу системам, схожим на ті, на яких вони навчалися, і не люблять незнайомі системи». Ця проблема може проявитися відносно рано в досвіді користувача комп'ютера, і, як було помічено, вона перешкоджає навчанню студентів новим програмним системам або користувацьким інтерфейсам.